# إلهام مانع
إلهام مانع هي كاتبة ليبرالية وناشطة حقوقية يمنية حاملة للجنسية السويسرية وأستاذة مشاركة في العلوم السياسية في معهد العلوم السياسية بجامعة زيورخ وعضوة في اللجنة الفيدرالية السويسرية لحقوق المرأة  .

## النشأة والتحصيل الدراسي
ولدت في المحلة الكبرى بمصر عام 1966 لأب يمني وأم مصرية  وتنقلت بسبب ظروف عمل والدها الدبلوماسي بين مصر واليمن وألمانيا وإيران والمغرب والكويت. حازت على شهادة البكالوريس في العلوم السياسية من جامعة الكويت، حازت على منحة فولبرايت أمريكية حصلت من خلالها على درجة الماجستير في السياسة المقارنة من الجامعة الأمريكية بواشنطن  ثم انتقلت إلى سويسرا حيث حصلت على درجة الدكتوراه في السياسات الدولية من جامعة زيورخ ثم على درجة ما بعد الدكتوراه من نفس الجامعة .

## النشاط الصحفي والحقوقي
عملت في المجال الصحفي لمدة ثمانية سنوات في إذاعة سويسرا العالمية ثم موقع سويس إنفو العربي التابع لهيئة التلفزيون والإذاعة السويسري وتولت منصب نائبة رئيس القسم العربي بسويس انفو، قبل أن تتحول نهائياً إلى جامعة زيورخ عام 2005. إضافة إلى عملها الأكاديمي، تعمل إلهام مانع كخبيرة لمنظمات دولية وحقوقية، إضافة إلى مؤسسات سويسرية حكومية ، متزوجة من سويسري وأم لطفلة، وتقيم في سويسرا بصفة دائمة. لها مؤلفات بحثية وحقوقية بالعربية والإنجليزية والألمانية كما أن لها روايتان بالعربية عن دار الساقي ببيروت. آخر كتاب بحثي صدر في لندن عام 2011 بعنوان الدولة العربية وحقوق المرأة: فخ الدولة المستبدة.

## أعمالها
- خطايا (رواية) دار الساقي.
- صدى الأنين (رواية) دار الساقي.

## وصلات خارجية
- مدوّنة إلهام مانع على بلوغر
- مدوّنة إلهام مانع على نتوركد بلوغز
- إلهام مانع على موقع الحوار المتمدن
- إلهام مانع على موقع مصر المدنية